# Électrode auxiliaire

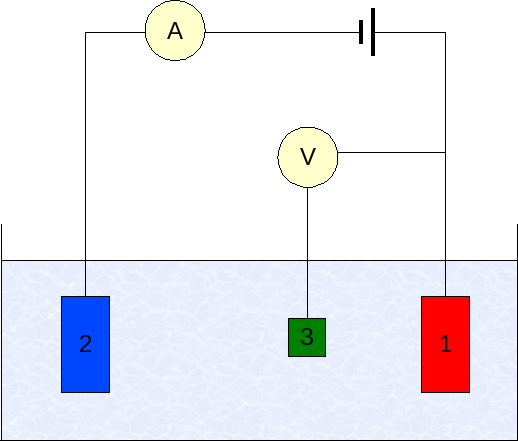
Système à trois électrodes :
1) électrode de travail
2) électrode auxiliaire
3) électrode de référence.

Une électrode auxiliaire est une électrode utilisée dans une cellule électrochimique à trois électrodes pour l'analyse voltamétrique ou d'autres réactions dans lesquelles un courant électrique est attendu,,.  
Les cellules à trois électrodes comprennent (1) une électrode de travail à la surface de laquelle la réaction électrochimique a lieu, (3) une électrode de référence qui établit le potentiel électrique contre lequel d'autres potentiels peuvent être mesurés, et (2) l'électrode auxiliaire qui sert simplement à transporter le courant traversant la cellule et à la surface de laquelle aucun processus intéressant ne se produit.
L'électrode auxiliaire fournit un circuit sur lequel du courant est appliqué ou mesuré. Le potentiel de l'électrode auxiliaire n'est généralement pas mesuré et est ajusté de manière à équilibrer la réaction se produisant au niveau de l'électrode de travail. Cette configuration permet de mesurer le potentiel de l'électrode de travail par rapport à l'électrode de référence connue sans compromettre la stabilité de cette électrode de référence en y faisant passer du courant. 
L'électrode auxiliaire peut être isolée de l'électrode de travail à l'aide d'un verre fritté. Une telle isolation évite que des sous-produits générés au niveau de l'électrode auxiliaire ne contaminent la solution de test principale. Par exemple, si une réduction est effectuée sur l'électrode de travail en solution aqueuse, du dioxygène peut être dégagé au niveau de l'électrode auxiliaire. Cette isolation est cruciale lors de l'électrolyse en masse d'une espèce présentant un comportement redox réversible. 
Les électrodes auxiliaires sont souvent fabriquées à partir de matériaux électrochimiquement inertes tels que l'or, le platine ou le carbone. 